# Săcel (okręg Marmarosz)
Săcel – wieś w Rumunii, w okręgu Marmarosz, w gminie Săcel. W 2011 roku liczyła 3500 mieszkańców.